# Comuna Ciornobrîvkîne, Putîvl
Ciornobrîvkîne (în ucraineană Чорнобривкине) este o comună în raionul Putîvl, regiunea Sumî, Ucraina, formată din satele Ciornobrîvkîne (reședința), Holubkove, Illinske, Plotnîkove, Suvorove și Trudove.

## Demografie
Componența lingvistică a comunei Ciornobrîvkîne
     Ucraineană (56,37%)
     Rusă (43,3%)
     Alte limbi (0,33%)
Conform recensământului din 2001, majoritatea populației comunei Ciornobrîvkîne era vorbitoare de ucraineană (56,37%), existând în minoritate și vorbitori de rusă (43,3%).